# Mimosa lewisii
Mimosa lewisii är en ärtväxtart som beskrevs av Rupert Charles Barneby. Mimosa lewisii ingår i släktet mimosor, och familjen ärtväxter. Inga underarter finns listade i Catalogue of Life.